# Mor ve Ötesi
Mor ve Ötesi (Мор ве Отесі́) — турецький рок-гурт зі Стамбула, заснований 1995 року. Гурт відомий своїми політизованими текстами. Назва означає «фіолетовий і далі», літературно «ультрафіолет» від «morötesi».

## Історія
На батьківщині музиканти здобули популярність після того, як виконали саундтрек до фільму Mustafa hakkında herşey («Все про Мустафу») режисера Чагана Ирмака та випустили альбом Dünya Yalan Söylüyor, що здобув платиновий статус.
У 2003 році Mor ve Ötesi разом з Aylin Aslım (Айлін Аслим), Athena, Bülent Ortaçgil, Vega, Feridun Düzağaç, Bulutsuzluk Özlemi та Koray Candemir записали сингл Savaşa Hiç Gerek Yok, що став справжнім антивоєнним гімном.
Станом на 2010 рік гурт випустив сім студійних альбомів і 15 офіційних кліпів.
2008 року Mor ve Ötesi представляли Туреччину на конкурсі пісні Євробачення. Виконавши пісню Deli (Божевільний) гурт набрав 136 очок та посів 7 місце.

## Учасники
Теперішні
- Харун Текін (Harun Tekin) — спів та ритм-гітара
- Керем Кабадаї (Kerem Kabadayı) — ударні
- Бурак Ґювен (Burak Güven) — бас-гітара
- Керем Ез'єген (Kerem Özyeğen) — лід-гітара

Колишні
- Алпер Текін (Alper Tekin) — бас-гітара
- Дерін Есмер (Derin Esmer) — спів та гітара

## Дискографія
- Şehir (1996)
- Bırak Zaman Aksın (1999)
- Gül Kendine (2001)
- Yaz (EP) (2002)
- Dünya Yalan Söylüyor (2004)
- Büyük Düşler (2006)
- Başıbozuk (2008)
- Masumiyetin Ziyan Olmaz (2010)